# Сухоатинский сельсовет
Сухоатинский сельсовет, Сухо-Атинский сельсовет — упразднённая административно-территориальная единица в Ашинском районе Челябинской области Российской Федерации. Существовал в 1972—1994 годах. Административный центр — пос. Сухая Атя.

## История
В 1972 году из Укского сельсовета были выделены Сухо-Атинский и Усть-Курышский сельсоветы.
В 1994 году были упразднены Усть-Курышский, Сухо-Атинские сельсоветы и их территория  вошла в Укскую администрацию.

## Состав
На 1983 год в состав входили 3 населённых пункта:33
| № | Населённый пункт | Тип населённого пункта          | Население |
| - | ---------------- | ------------------------------- | --------- |
| 1 | Сухая Атя        | посёлок, административный центр | 287       |
| 2 | Виляй            | посёлок                         | 16        |
| 3 | Мясниково        | посёлок                         | 8         |